# Collada de Brenes
La Collada de Brenes es un paso de montaña perteneciente a la cordillera Cantábrica y ubicado en Cantabria. Enlaza el municipio de Cieza al norte con el de Arenas de Iguña al sur.
La carretera que corona en este collado partiendo de la localidad de Los Llares es la CA-804 y alcanza una cota máxima de 760 m s. n. m.. Esta última es la vertiente cuyo asfalto se encuentra en mejores condiciones para el tráfico rodado.

## Entorno natural
La Collada de Brenes se integra en el parque natural Saja-Besaya, rodeada por montes y bosques cantábricos donde abundan especies de mamíferos autóctonos como el lobo, el venado y el jabalí.
Además, desde este collado se accede a las brañas de Brenes, un conjunto de pastos de montaña destinados a la ganadería local. Por otro lado, desde este enclave parten múltiples rutas de senderismo y BTT.

## Ciclismo
La Collada de Brenes ha sido escenario de competiciones ciclistas como la Vuelta al Besaya, la Vuelta a Cantabria y la Vuelta a España en varias ediciones, catalogada como puerto de primera categoría desde Villasuso de Cieza.